# Lintgen
Lintgen (luxemburgisch Lëntgenⓘ) ist eine Gemeinde im Großherzogtum Luxemburg und gehört zum Kanton Mersch.
Die Gemeinde Lintgen besteht aus den Ortschaften:
- Gosseldingen,
- Lintgen,
- Prettingen

sowie dem Plankenhof.
In Lintgen befindet sich der Stützpunkt der Protection Civile, des luxemburgischen Katastrophenschutzes.
Westlich, einen Kilometer vom Ortskern entfernt, fließt die Alzette.

## Geschichte
Eine „Keltengrotte“ erinnert an die Besiedlung durch diesen Stamm. Die Römer hinterließen in der Gemarkung „Kasselt“ ein Gefäß mit 560 Münzen aus der Zeit des Kaisers Postumus (um 260 n. Chr.). Luxemburger Historiker meinen, dass König Zwentibold im Jahr 896 dem Maximinskloster in Trier Güter in Lindiche geschenkt hat (https.lintgen.lu, nicht in Regesta Imperii, nicht in Regnum Francorum online). Es ging damals um die Stiftung einer Pfarrei. Dann schweigen die Berichte für lange Zeit. Urkundlich gesichert ist, dass im Jahr 1320 Lintgen immer noch Lindiche hieß, und zwar in einem „Schöffenweistum“; der Meier Ludwig und seine Schöffen bekennen, dass Lindiche immer noch dem Kloster St. Maximin in Trier gehört (Archives de l´Abbé Henri VII., 732).

## Verkehr
Lintgen besitzt einen Bahnhof an der „Nordbahn“ Luxembourg – Ettelbrück – Gouvy – Liège, an dem stündlich CFL-Triebwagen des Nahverkehrs halten. Die zweistündlich verkehrenden IC-Züge der Linie Luxembourg – Liège – Liers halten erst in Mersch.

## Politik
Zu den Kommunalwahlen im Juni 2023 wechselte die Gemeinde Lintgen zum ersten Mal von der Majorzwahl zur Proporzwahl, weil die Schwelle von 3'000 Einwohnern überschritten wurde.
Zur Gemeindewahl 2023 stellten sich drei Listen zur Wahl, zwei Bürgerlisten und eine Parteiliste. Von diesen kandidierenden Listen schafften alle drei den Einzug in den Gemeinderat.
| Partei                           | Sitze: 11 | Stimmenanteil | Stimmenanteil                                                             |
| -------------------------------- | --------- | ------------- | ------------------------------------------------------------------------- |
| Engagéiert Bierger Lëntgen (EBL) | 5         | 43,84 %       | Gemeinderatswahl Dippach 2023 %50403020100 43,84 %35,73 %20,43 % EBLDNEDP |
| Di Nei Ekipp (DNE)               | 4         | 35,73 %       | Gemeinderatswahl Dippach 2023 %50403020100 43,84 %35,73 %20,43 % EBLDNEDP |
| Demokratesch Partei (DP)         | 2         | 20,43 %       | Gemeinderatswahl Dippach 2023 %50403020100 43,84 %35,73 %20,43 % EBLDNEDP |

## Persönlichkeiten
- Johann Philipp Bettendorff (1625–1698), römisch-katholischer Theologe, Missionar, Chronist und Maler im kolonialen Brasilien
- Carlo Meintz (1933–2018), Lehrer und Politiker, Bürgermeister und Mitglied des Europäischen Parlaments